# Amt Bargteheide-Land
Het Amt Bargteheide-Land is een Amt in de Duitse deelstaat Sleeswijk-Holstein. Het omvat acht gemeenten in de Kreis Stormarn. Het bestuur voor het Amt is gevestigd in de stad Bargteheide, die zelf echter geen deel uitmaakt van het Amt. 

## Deelnemende gemeenten
1. Bargfeld-Stegen
2. Delingsdorf
3. Elmenhorst
4. Hammoor
5. Jersbek
6. Nienwohld
7. Todendorf
8. Tremsbüttel